# Ventersdorp (gmina)
Ventersdorp – gmina w Republice Południowej Afryki, w Prowincji Północno-Zachodniej, w dystrykcie Dr Kenneth Kaunda. Siedzibą administracyjną gminy jest Ventersdorp.